# Vinman

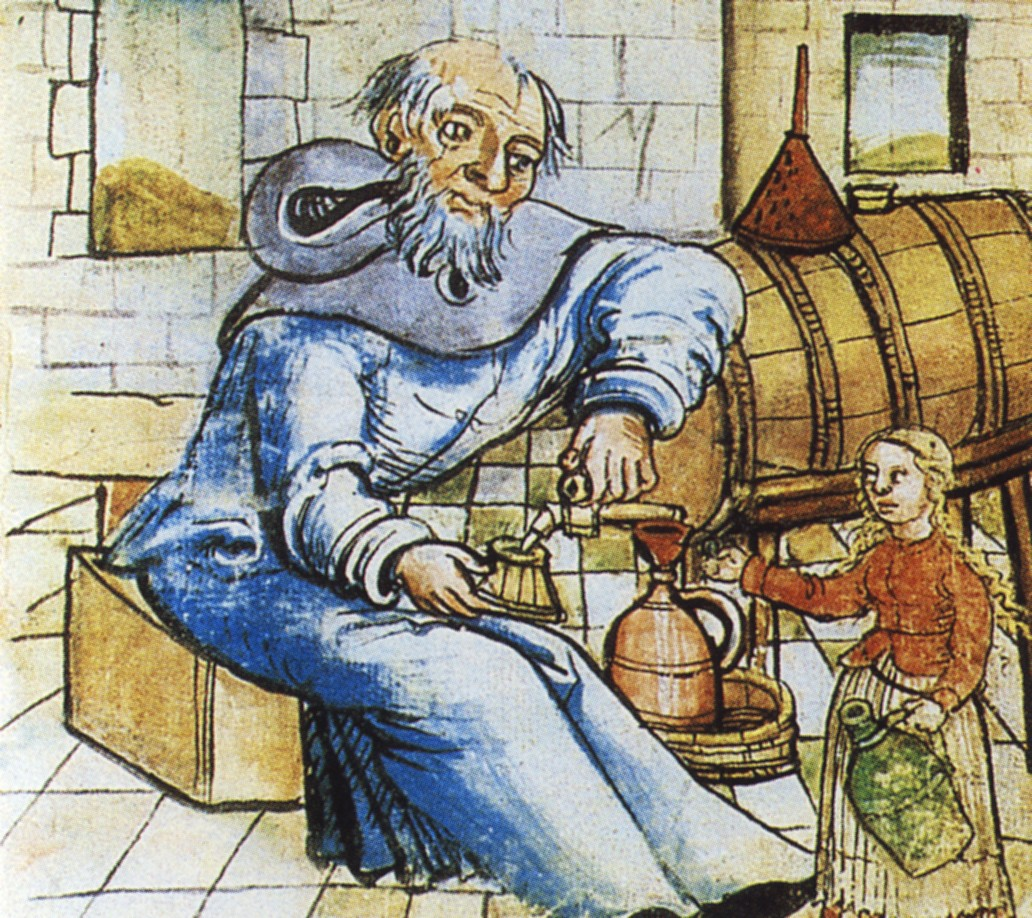
En vinman enligt en tysk illustration, 1544

Vinman (efter tyskan Weinmann) var ett medeltida yrke. Vinhandeln stod under stadens kontroll och vinmannen var stadens vinhandlare och kontrollant.

## Vinmän i Stockholm
Enligt skotteboken från 1460 fanns detta år bara en vinman i Stockholm. Han kallas i samtida skrifter "Jacob vinman" och är möjligtvis identisk med Jacob Custe. Ett utskänkningsställe för vin med viss krogkaraktär låg under rådstugan i Stockholm (se kvarteret Rådstugan), där kunde man köpa både vin och tyskt öl.
Under senmedeltiden förmodas att klosterkällaren till Svartbrödraklostret i Stockholm
utarrenderades till kroglokal för en vinhandlare. Att det rörde sig om ett utskänkningsställe framgår av en dom år 1479, då dömdes en person "för det han drog en kniv åt vinmannen under Svartbrödraklostret".